# Râul Curpătul Mic
Râul Curpătul Mic este un curs de apă, fiind unul din cele două brațe care formează râul Curpătu. 

## Hărți
- Harta Județul Sibiu
- Harta Munții Lotrului  Arhivat în 6 mai 2008, la Wayback Machine.
- Harta Munții Cibin  Arhivat în 30 martie 2010, la Wayback Machine.
- Harta Munții Cindrelului [nefuncțională – arhivă]